# (338) Budrosa
(338) Budrosa est un astéroïde de la ceinture principale découvert par Auguste Charlois le 25 septembre 1892.